# Aname fuscocincta
Aname fuscocincta is een spinnensoort uit de familie Anamidae.
Aname fuscocincta werd in 1918 beschreven door Rainbow & Pulleine.